# M (banda)
M fue una banda británica de synthpop y new wave formada en Londres en 1979 que tuvo una gran resonancia con la canción Pop Muzik.

## Historia
Robin Scott junto a Brigit Vinchon trabajaron juntos y se bautizaron como M para crear la canción Pop Muzik, que fue un éxito en el Reino Unido en abril de 1979, llegando al número 2 en los rankings, y en Estados Unidos al número 1 el 3 de noviembre de 1979. Algunos músicos que participaron en M en algún momento de su existencia fueron Mark King, Wally Badarou y Phil Gould, quienes posteriormente conformarían Level 42.
M tuvo otros sencillos con mediano éxito en el Reino Unido, como Moonlight and Muzak (puesto 33 en diciembre de 1979), That's The Way The Money Goes (número 45 en marzo de 1980) y Official Secrets (puesto 64 en noviembre de 1980).
M lanzó tres álbumes: New York • London • Paris • Munich en 1979, The Official Secrets Act en 1980 y Famous Last Words en 1981. Un cuarto álbum grabado por Robin Scott con Shikisha fue producido en 1984 pero no salió al mercado hasta 1998.

## Curiosidades
- David Bowie hizo el sonido de palmas en Pop Muzik.
- El primer sencillo de M, llamado Moderne Man, fue posteriormente remezclado con Satisfy Your Lust y aparece en el álbum New York • London • Paris • Munich.
- Una remezcla de Pop Muzik sonaba antes de cada concierto de la banda U2 durante la gira PopMart Tour.

## Discografía

### Álbumes
- New York • London • Paris • Munich (1979).
- The Official Secrets Act (1980).
- Famous Last Words (1981).

### Sencillos
- Moderne Man.
- Pop Muzik (1979). Fue n.º 2 en el Reino Unido y n.º 1 en Estados Unidos.
- Moonlight and Muzak (1979).
- That's The Way The Money Goes (1980).
- Official Secrets (1980).
- Keep It To Yourself.
- Danube.
- Eureka (como Robin Scott).
- Crazy Zulu (como Robin Scott).
- Pop Muzik (remezcla, 1989).